# Friedrich Pinter
Friedrich „Fritz“ Pinter (* 22. Februar 1978 in Villach, Kärnten) ist ein ehemaliger österreichischer Biathlet.

## Leben
Der Zeitsoldat des österreichischen Bundesheeres startet für den Union Rosenbach Langlaufclub und ist der Bruder des Skilangläufers Jürgen Pinter. Er begann im Alter von 13 Jahren mit dem Langlaufsport und besuchte die Skihandelsschule in Schladming in der Steiermark. 1993 fand er Aufnahme in den Kader des Österreichischen Skiverbandes. In der Saison 2000/01 stieg er vom Speziallanglauf auf den Biathlonsport um.
Seinen größten Erfolg feierte der Kärntner bei den Biathlon-Weltmeisterschaften 2005 in Hochfilzen. Dort gewann er gemeinsam mit Daniel Mesotitsch, Wolfgang Rottmann und Christoph Sumann die Bronzemedaille im Staffelwettbewerb. Bei den Olympischen Winterspielen 2006 in Turin belegte er über 20 km den 26. Rang, im Staffelwettbewerb kam er mit seinen Teamkollegen auf den 17. Platz. Seine besten Weltcupplatzierungen erreichte Pinter in der Saison 2007/08 mit dem zweiten Platz in der Verfolgung in Oslo und dritten Plätzen bei den Sprints in Oslo und Pyeongchang.

## Biathlon-Weltcup-Platzierungen
Die Tabelle zeigt alle Platzierungen (je nach Austragungsjahr einschließlich Olympische Spiele und Weltmeisterschaften).
- 1.–3. Platz: Anzahl der Podiumsplatzierungen
- Top 10: Anzahl der Platzierungen unter den ersten zehn (einschließlich Podium)
- Punkteränge: Anzahl der Platzierungen innerhalb der Punkteränge (einschließlich Podium und Top 10)
- Starts: Anzahl gelaufener Rennen in der jeweiligen Disziplin

| Platzierung                      | Einzel | Sprint | Verfolgung | Massenstart | Staffel | Gesamt |
| -------------------------------- | ------ | ------ | ---------- | ----------- | ------- | ------ |
| 1. Platz                         |        |        |            |             | 2       | 2      |
| 2. Platz                         |        |        | 1          |             | 1       | 2      |
| 3. Platz                         |        | 2      |            |             | 4       | 6      |
| Top 10                           | 6      | 9      | 6          | 1           | 19      | 41     |
| Punkteränge                      | 11     | 30     | 28         | 12          | 21      | 102    |
| Starts                           | 20     | 64     | 36         | 12          | 21      | 153    |
| Stand: nach der Saison 2009/2010 |        |        |            |             |         |        |